# 恋のサマーファンタジー in 宮崎シーガイア
恋のサマーファンタジー in 宮崎シーガイア（こいのサマーファンタジー イン みやざきシーガイア）は、バンダイビジュアルより1997年8月22日に発売のセガサターン用恋愛シミュレーションゲーム。開発は日本システムサプライ。ゲームタイトル画面での著作表記はMMC PLANNING。奥菜恵をヒロインとし、シーガイアを舞台としたゲームである。

## 概要
当時は『ときめきメモリアル』のヒットをきっかけとした恋愛シミュレーションゲームブームの最中であり本作もそのフォロワーの一つであるが、類似作のほとんどがアニメ調のイラストによる架空の女性キャラクターとの恋愛をテーマにしていたのに対し、本作は実在のアイドル奥菜恵の実写取り込み・音声を使用して彼女とのバーチャルデートを行うという切り口が異色であった。そのため、本作はギャルゲーというよりも、アイドルファン向けのグッズとして見なされる場合が多い。構成&シナリオを「アイドル八犬伝」の安藤君平がつとめている、
しかし、発売当時は清純派アイドルであった奥菜恵もその後はスキャンダルが続出。舞台となったシーガイアのオーシャンドームも経営不振の末に2007年9月での閉鎖が決定した。

## スタッフ
総合プロデュース
清水知明
シナリオ
チェンジリング
河口文法
森脇広平
安藤君平
映像パート監督
今関あきよし
制作プロデュース
鈴木健一
助監督
横井健司
多胡由章
制作進行
香川智宏
小山禎也
カメラ
吉賀一彰
VE
北林裕和
CA
西片茂
音声
平島保
照明助手
高橋正幸
八田隆男
制作
株式会社メディアタック
音楽
遠藤浩二
効果
橋本正二
フォトグラファー
稲村幸夫
渡辺勝行
ヘアーメイク
太幡勝巳
スタイリスト
富田育子
小暮まゆみ
ロケ地協力
宮崎シーガイア
制作協力
株式会社パーフィットプロダクション
制作開発
日本システムサプライ株式会社
制作発売元
有限会社エムエムシー企画

## 主題歌
オープニング「こんなふうなせつなさって」
作詞：真名杏樹
作編曲：山川恵津子
唄：奥菜恵
エンディング「I・I・KA・GE・N・NA愛してる」
作詞：宇都美慶子
作曲：羽場仁志
編曲：岩本正樹
唄：奥菜恵
発売：日本コロムビア
奥菜のアルバム「gradation」に収録されている。